# غازي عبد الرزاق
غازي عبد الرزاق هو لاعب كرة قدم تونسي من مواليد 16 أكتوبر 1986 بمدينة بني حسان، يشغل مركز الظهير الأيسر في الاتحاد الرياضي ببنقردان.

## روابط خارجية
- غازي عبد الرزاق على موقع قاعدة بيانات كرة القدم.إي يو (الإنجليزية)